# Садороб буроголовий
Садороб буроголовий (Amblyornis inornata) — вид горобцеподібних птахів родини наметникових (Ptilonorhynchidae).

## Поширення
Ендемік Нової Гвінеї. Поширений у гірських районах півострова Чендравасіх (гори Арфак, Факфак, Тамрау та Вандаммен) в індонезійській частині острова. Мешкає у хмарному гірському лісі.

## Опис
Птах невеликого розміру (25 см завдовжки, вагою 105—155 г) з пухнастим і масивним зовнішнім виглядом, округлою головою з коротким, конічним і тонким дзьобом з широкою основою, довгими великими крилами, хвостом середньої довжини, округлим на кінчику. Оперення коричневого кольору, світліше на грудях і животі і темніше на спині. Верх голови темно-бордового забарвлення. Дзьоб і ноги чорнуватого забарвлення, очі натомість коричнево-червонуваті.

## Спосіб життя
Поза репродуктивним сезоном можуть збиратися в невеликі змішані групи, тоді як у період спаровування вони ведуть самотній спосіб життя, а самці стають територіальними. Це тварини з всеїдною дієтою, яка включає фрукти та дрібних тварин.
Шлюбний сезон триває з липня по лютий. Полігамний вид. Самці намагаються спаруватись із якомога більшою кількістю самиць і повністю не цікавляться потомством. З наближенням сезону розмноження самці ізолюються від зграй. Біля основи невеликого дерева самці будують з гілок великий намет, що може сягати 1 м заввишки та до 160 см завширшки. Від очищає ділянку навколо намету від сміття та рослин. Намет прикрашає різними яскравими предметами: ягодами, квітами, лишайниками, листям, кістами. До намету приваблює самиць своїм співом. Якщо з'являється самиця, самець зваблює самицю тремтінням свого пір'я та підносячи дзьобом яскраві предмети з намету. Спаровування відбувається в наметі. Після цього самиця вирушає будувати гніздо, а самець очікує на іншу самицю.